# リック・ホール
リック・ホール（Roe Erister Hall、1932年1月31日 - 2018年1月2日）は、アメリカ合衆国の音楽プロデューサー、音楽出版社経営者、ソングライター。アラバマ州マッスルショールズに「フェイム・スタジオ」を設立し、サザン・ソウルの多くの名作の制作に関わった。

## 来歴
ミシシッピ州ティショミンゴ郡フォレスト・グローブの小作農家に生まれた。4歳のときに母親が家を出たあと、一家はアラバマ州フランクリン郡に移った。父親はゴスペル音楽のファンであった。6歳のとき叔父からマンドリンを貰い、ギターの弾き方を覚えた。
10代になるとイリノイ州ロックフォードで工員見習いとして働きながら、地元のバーでバンド活動を始めた。メンバーにはファロン・ヤング、ゴードン・テリーらがいた。朝鮮戦争に徴兵されるが、良心的兵役拒否を行い陸軍第4軍で儀仗兵をつとめた。退役後アラバマ州に戻り、フローレンスの工場に入る。1957年、婚約者と父親をたてつづけに亡くし、一時酒に溺れるが音楽活動はやめなかった。地元のバンドにギターやマンドリン、フィドルで加わり、そこでサックスを吹いていたビリー・シェリルと出会う。次にホールはダン・ペンがリード・ボーカルをとるバンド、ザ・フェアレインズを結成。ベースを担当し、同時に曲も書くようになった.。
ザ・フェアレインズを脱けたあとは、1950年代後半からソングライティングに専念するようになる。ヒット曲としてはジョージ・ジョーンズの「Achin', Breakin' Heart」（1961年）、ブレンダ・リーの「She'll Never Know」（1963年）などがある。

### フェイム・スタジオを設立
1959年、ホールと彼のバンド仲間だったビリー・シェリルは、レコーディング・スタジオ経営者のトム・スタッフォードに誘われ、フローレンスに音楽出版社「フローレンス・アラバマ・ミュージック・エンタープライゼズ（Florence Alabama Music Enterprises）」、すなわち「FAME」を設立した。しかし1960年代初頭にシェリルとスタッフォードは出版社の経営から離れてしまう。残されたホールは隣町のマッスルショールズに移り、かつてタバコの倉庫だった建物をスタジオに改造した。フェイム・スタジオの始まりである。
1961年、アーサー・アレキサンダーがホールのプロデュースの下、「You Better Move On」を録音。全米24位を記録して、フェイム・スタジオにおける最初のヒット作品となった。
以後、ウィルソン・ピケット、エタ・ジェイムス、アーサー・コンレイ、クラレンス・カーター、キャンディ・ステイトンらの作品を世に送り出した。ソウルミュージック以外の音楽にも手を広げ、彼がプロデュースしたオズモンズの「One Bad Apple」（1970年）とダニー・オズモンドの「ゴー・アウェイ・リトル・ガール」（1971年）は共に全米1位を記録している。
1969年にはフェイム・スタジオを支えたジミー・ジョンソン（ギター）、バリー・ベケット（ピアノ）、デヴィッド・フッド（ベース）、ロジャー・ホーキンス（ドラムス）の4名のミュージシャンがアラバマ州シェフィールドに「マッスル・ショールズ・サウンド・スタジオ」を設立した。
2013年、ドキュメンタリー映画『黄金のメロディ マッスル・ショールズ』が公開される。
2018年1月2日、前立腺癌のためマッスルショールズの自宅で死去。85歳没。